# Din personlighet
Din personlighet är en svensk vetenskaplig dokumentärserie ledd av Anders Hansen och producerad av ITV Studios Sweden. Serien består av entimmesavsnitt, där varje avsnitt diskuterar vår personlighet. Serien hade premiär den 20 februari 2024.

## Säsonger

### 1 (2024)

#### Avsnitt
1. Arv eller miljö, vad avgör?
2. Kan jag ändra min personlighet?
3. Hur är det att bli diagnostiserad som psykopat?
4. Varför vi har olika personligheter?